# Bolboceras inaequalis
Bolboceras inaequalis är en skalbaggsart som beskrevs av John Obadiah Westwood 1848. Bolboceras inaequalis ingår i släktet Bolboceras och familjen Bolboceratidae. Inga underarter finns listade.